# Spondilosi lombare
La spondilosi lombare è una malattia della colonna vertebrale, in cui le vertebre tendono a muoversi e a scivolare l'una sull'altra; essa viene anche definita osteoartrosi della colonna vertebrale. La causa principale della spondilosi è un difetto delle faccette articolari (articolazioni della colonna vertebrale), la regione lombare della colonna vertebrale porta la maggior parte del peso del corpo e tollera le forze croniche che agiscono su di essa, per questo la spondilosi si verifica maggiormente nella zona lombare ed è chiamata appunto spondilosi lombare. 
Le cause che possono determinare questa condizione patologica sono il fattore età (di solito si verifica in individui che hanno superato i 50 anni), la posizione che si mantiene per il maggior tempo durante la giornata, per esempio si verifica in individui che trascorrono molto tempo seduti; una costante attività fisica non controllata, sollevamento di oggetti pesanti, lesioni interne e problemi genetici.

## Anatomia della spondilosi lombare
Prima di studiare una condizione patologica, bisogna conoscere a fondo la zona del corpo dove si sviluppa la malattia, nel caso della spondilosi lombare essa si verifica nella colonna vertebrale di cui bisogna conoscere la classificazione e la rispettiva funzione. La colonna vertebrale è una struttura costituita da piccole ossa, dischi e cartilagini che proteggono il midollo spinale e l'intera rete dei nervi presenti sulla parte posteriore del corpo, le ossa che si fondono e si uniscono e costituiscono la colonna vertebrale si chiamano vertebre e sono posizionate in verticale e situate una sull'altra, le vertebre si classificano in 5 regioni a seconda della posizione in cui si trovano.
La regione più alta del midollo spinale e della colonna vertebrale, che sostiene la testa e il collo, è nota come vertebre cervicali. Questa regione comprende sette ossa di piccole dimensioni che supportano la testa e il collo e ne permettono il movimento, poi ci sono le vertebre toraciche, costituite da dodici ossa che formano la gabbia toracica. La regione delle vertebre lombari è costituita da cinque ossa, questa è la regione inferiore della schiena, regge la maggior parte del peso del corpo e delle articolazioni muscolari. Le ultime due regioni sono conosciute come coda della colonna vertebrale, contengono sette ossa in tutto e sono conosciute come le vertebre sacrali e le vertebre coccigee.

## Condizioni che determinano la spondilosi lombare
La colonna lombare è composta da cinque piccole vertebre che si muovono in verticale lungo la parte posteriore e inferiore del corpo. La spondilosi lombare consiste in una condizione degenerativa della colonna vertebrale in cui le vertebre scivolano una sull'altra a causa della ruvidità delle faccette articolari e viene anche definita come artrosi della colonna vertebrale. Questa malattia è in gran parte diagnosticata in seguito a gravi mal di schiena e impossibilità di effettuare determinati movimenti.

## Trattamento per la cura della spondilosi lombare
Il trattamento della malattia può essere effettuata con metodi diversi, tra i quali:
- Trattamento fisioterapico
- Esercizi fisici
- Esercizi di aerobici
- Esercizi posturali
- Interventi di chirurgia

## Definizione medica della spondilosi lombare
La spondilosi lombare è definita come una condizione medica in cui intervengono dei disturbi nella posizione delle vertebre della colonna vertebrale. Si tratta di una condizione degenerativa che si verifica a causa dello scivolamento delle vertebre o a causa della comparsa di speroni ossei (osteofiti) tra le faccette articolari della colonna vertebrale. La spondilosi lombare, come indica il suo nome, è una malattia della colonna vertebrale lombare.
La colonna vertebrale ha 5 grandi regioni che prendono il nome di cervicale, toracico, lombare, sacrale e coccigea. La zona cervicale e la zona toracica sono le regioni superiori della colonna vertebrale, mentre la regione inferiore della colonna vertebrale inizia dalla lombare e termina al coccige (coda vertebrale).
La colonna lombare sopporta la maggior parte del peso corporeo e la maggior parte delle forze del corpo agiscono su di essa, inoltre molti muscoli del corpo sono articolati con le articolazioni della colonna lombare, sono queste le ragioni che portano alla comparsa della spondilosi, soprattutto dopo i 50 anni di età, la malattia è più comune nelle donne piuttosto che negli uomini, con l'invecchiamento le ossa si decalcificano e si indeboliscono e i pesi che si distribuiscono sulla schiena sono più difficili da sopportare.

## Cura della spondilosi lombare
La spondilosi lombare è una malattia curabile, o quanto meno può essere trattata in maniera tale da alleviare i dolori del paziente che è soggetto alla malattia, che procura sofferenza e fastidio. Subito dopo la diagnosi della malattia, i medici in primo luogo possono prescrivere al paziente una terapia fisica per il sollievo dal dolore causato dalla condizione patologica, si tratta di determinati esercizi fisici da eseguire assolutamente in maniera conforme a quanto prescritto. Gli esercizi fisici sono il primo rimedio da adottare per il trattamento dei dolori alla schiena, essi potrebbero rivelarsi il trattamento più efficace e utile per questi casi. Tuttavia, se la condizione non migliora dopo l'approccio fisico, si può pensare di intervenire con una cura, sotto prescrizione medica, di farmaci, antidolorifici e o un trattamento chirurgico.

## Sintomi della spondilosi lombare
Come già detto la spondilosi lombare è una condizione degenerativa delle ossa della zona lombare del corpo e colpisce soprattutto le persone anziane. I sintomi che classificano la spondilosi lombare sono i seguenti:
degenerazione dei dischi inter-vertebrali e osteoartrosi secondaria, che è spesso asintomatica, ma può essere associata a protrusione discale e crescita eccessiva delle ossa che si trovano adiacenti alle vertebre, causa il restringimento del canale spinale e del canale inter-vertebrali con conseguente compressione delle radici nervose e spinali.
Molti dei pazienti avvertono mal di schiena nella parte bassa e dolore degli arti inferiori, che ha origine probabilmente nel disco e nella colonna vertebrale.
La compressione delle radici nervose si verifica quando il disco prolassi lateralmente e il dolore si irradia dalla parte bassa della schiena fino ai piedi. Il dolore riduce la possibilità di movimento e le sensazioni di malessere peggiorano con il movimento: camminare, piegarsi, alzarsi dalla posizione seduta, ecc., diventa veramente doloroso.
I segni di debolezza e deperimento muscolare dipendono dalle radici nervose che sono compresse ed è anche molto comune la sensazione di formicolio agli arti inferiori.
L'ernia del disco e lo sviluppo di osteofiti possono portare a maggiori pressioni sul midollo spinale e il paziente può presentarsi con una progressiva paralisi spastica e sensoriale.
La colonna lombare mostra gli spazi del disco ridotti e la formazione di osteofiti e la radice del nervo coinvolta.

## Il massaggio come palliativo nella spondilosi lombare
Per ridurre la sensazione di dolore il massaggio può essere di sollievo. Il processo del massaggio è molto delicato e deve essere effettuato da personale competente. Il massaggio parte dalla parte bassa della schiena attraversa l'arto inferiore fino alla caviglia, questa è la zona del corpo da massaggiare, se il paziente non prova dolore irradiato anche agli arti superiori, il massaggio locale sulla parte bassa della schiena è sufficiente.
I movimenti del massaggio devono essere diretti dal basso verso l'alto lungo la muscolatura interessata e i legamenti ( e comunque le manovre vanno eseguite in senso centripeto cioè massaggiare indirizzando la corrente venosa verso il cuore), a partire dalla parte bassa dell'arto inferiore verso i lombi e quindi la schiena, i movimenti che vanno verso le vertebre lombari dovrebbero essere di tipo a spirale e circolare.
Per offrire sollievo al dolore causato dalla spondilosi, i movimenti del massaggio devono essere lenti e leggeri ma duraturi, piuttosto che rapidi e con più pressione e attrito. L'azione circolare del pollice è utile per il massaggio, l'uso delle dita e del palmo è utile per massaggiare gli arti inferiori, i singoli muscoli del collo e degli arti possono essere massaggiati con un dito per aiutare il rilassamento. La durata del massaggio come il suo effetto dipendono dal sollievo del dolore, la riduzione del dolore è un indicatore di un massaggio adeguato, di solito un massaggio continuo ha la durata di 25-30 minuti ed è preferibile effettuarlo al mattino presto e ripeterlo giornalmente utilizzando unguenti a base di olio quali olio di cocco, olio di oliva, olio di sandalo.